# Ulrich von Lilienfeld
Ulrich von Lilienfeld (Ulricus Campililiensis; * vor 1308 in Klosterneuburg oder Wien; † vor 1358 in Lilienfeld) war ein römisch-katholischer Geistlicher, Zisterzienser, Abt von Stift Lilienfeld und spätmittelalterlicher Schriftsteller.

## Leben
Sein Vater stammte aus Nürnberg und ließ sich in Klosterneuburg nieder. Ulrich selbst trat wohl um 1327 in das Stift Lilienfeld ein. Von 1345 bis 1351 war er Abt des Stiftes Lilienfeld. Seine Eltern und sein Onkel wurden in der Stiftskirche Lilienfeld bestattet. In mehreren Urkunden ist Abt Ulrich genannt. Das Stift Lilienfeld erwarb unter Abt Ulrich Weingärten in Pfaffstätten. Abt Ulrich trat von seinem Amt als Abt zurück, möglicherweise um sich besser seiner schriftstellerischen Tätigkeit widmen zu können.

## Werke

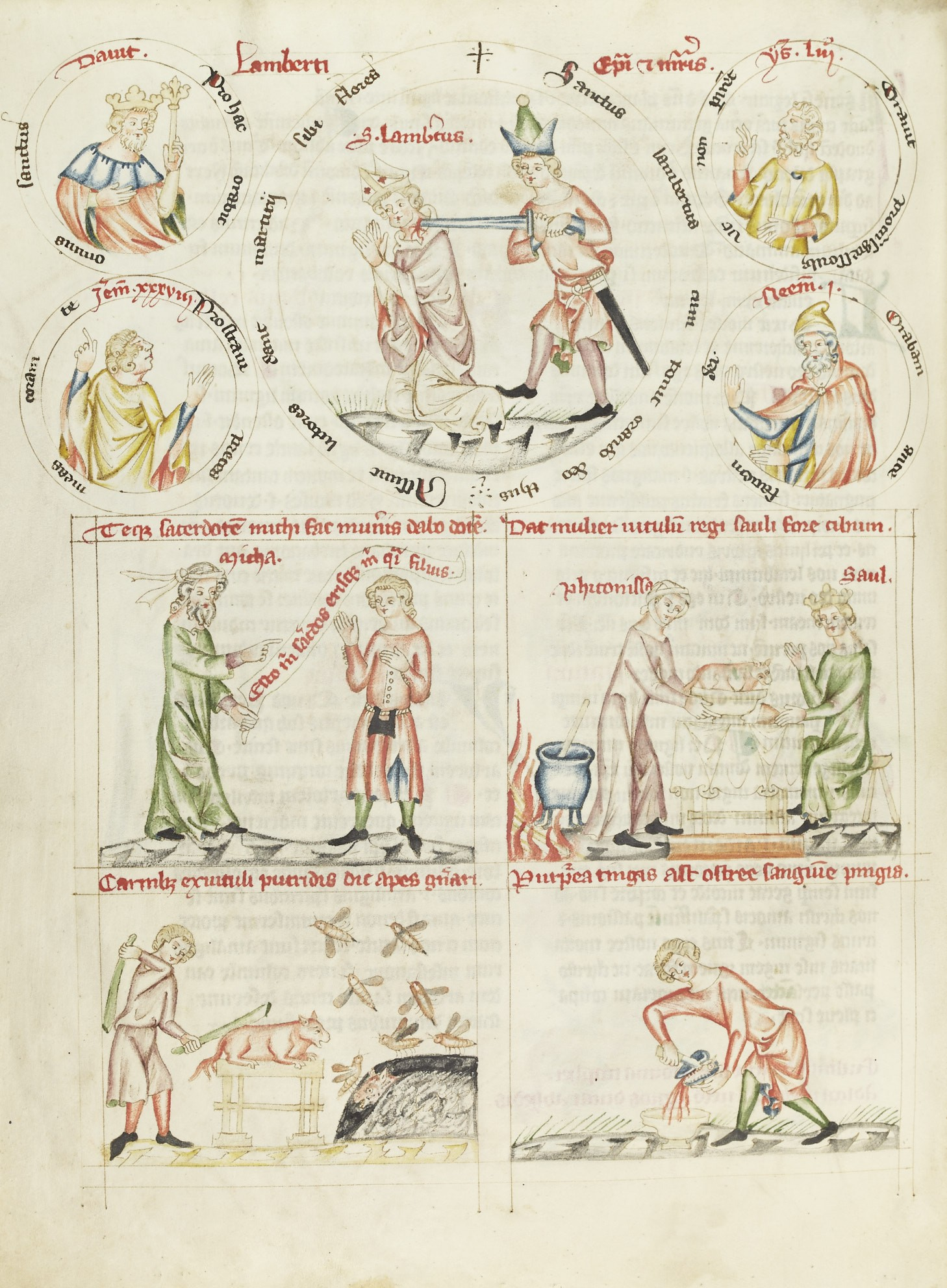
Der 17. September – St. Lambertus

Abt Ulrich nennt sich als der Verfasser der „Concordantiae Caritatis“, die zu den typologischen Bild-Text-Zyklen des Mittelalters gezählt werden. Ulrich von Lilienfeld erklärt in Bild und erläuterndem Text vor allem die Evangelien der einzelnen Sonn- und Feiertage des Kirchenjahres und die Legenden der Heiligen des Jahreskreises mit typologischen Szenen aus dem Alten Testament und mit Naturbeispielen. Die „Concordantiae Caritatis“ zählen neben der Bible moralisée, der Armenbibel (Biblia Pauperum) und dem Heilsspiegel (Speculum humanae salvationis) zu den Höhepunkten der groß angelegten typologischen Bild-Text-Zyklen des Mittelalters.
Das Original der „Concordantiae Caritatis“ ist der Codex Campililiensis 151, der im Stift Lilienfeld aufbewahrt wird. Die wichtigsten Abschriften dieses Werkes sind in Bibliotheken von Budapest (Piaristen), New York (Morgan Library & Museum), Paris (Bibliothèque nationale de France), Eichstätt, München und Manchester zu finden.
Höchst unsicher ist, ob man Abt Ulrich außerdem Betrachtungen zu den Psalmentiteln (Codex Campililiensis 192) und ein Kommentar zum Johannes- und Lukasevangelium (Codex Campililiensis 194) zuschreiben kann.